# Mercedes Schlappová
Mercedes Schlappová (za svobodna Vianaová; 27. prosince 1972, Spojené státy americké) je americko-kubánská novinářka, publicistka a politická poradkyně. V září 2017 vystřídala Hope Hicksovou na pozici ředitelky strategické komunikace v první exekutivě amerického prezidenta Donalda Trumpa. Schlappová zástavala pozici do 1. července 2019, kdy ji nahradila Alyssa Griffinová.

## Předešlá politická praxe
Schlappová pracovala na nejrůznějších pozicích v republikánské straně v 90. letech 20. století a 1. desetiletí 21. století. V té době byla Schlappová členkou volebního týmu George W. Bushe. V Bushově administrativě pracovala jako ředitelka speciálního oddělení pro média v Bílém domě, kde se seznámila se svým manželem Mattem Schlappem.